# Guillem IV de Cervera (senyor de Juneda i Castelldans)
Guillem IV de Cervera "el Monjo" (1156 - Monestir de Poblet, 1244) va ser un cavaller del llinatge català dels Cervera, senyor de Juneda i Castelldans. Fou un fidel servidor i conseller dels reis Pere II d'Aragó i del seu fill Jaume I d'Aragó.

## Orígens familiars
Era fill de Guillem III de Cervera i de Berenguera d'Anglesola.

## Matrimoni i descendents
En primeres núpcies es casà amb Laura de Fultan, una dama provençal. D'aquest matrimoni en nasqueren dos fills:
- Guillem V de Cervera "Folc de Ponteves", que fou desheretat
- Ramon de Cervera (o Ramon de Ponteves).

El 1212 es casà en segones núpcies amb Elvira de Narbona, senyora de Subirats, vídua del comte Ermengol VIII d'Urgell. Esdevingué per tant, padrastre d'Aurembiaix d'Urgell, raó per la qual es veié implicat en els temes derivats pel matrimoni d'aquesta amb Álvaro Pérez i llur posterior separació, i en les disputes per la successió al comtat amb Guerau IV de Cabrera.

## Biografia
El 1203 empenyorà al Monestir de Santa Maria de Poblet les honors de Verdú i de Preixana per tal de finançar-se la seva participació en la Quarta Croada a Terra Santa. El 1210 rebé dels templers la ciutat de Tortosa per tota la vida. El 1212 lluità a la batalla de Las Navas de Tolosa i el 1213 acompanyà el rei Pere II d'Aragó en la campanya que acabà en la batalla de Muret.
Després de la mort del rei Pere, fou fidel servidor del seu fill, el rei Jaume I d'Aragó. A les corts de Montsó del 1215 fou dels nomenats com a ambaixadors per tal de reclamar al Papa Innocenci III la restitució de l'infant Jaume, que aleshores es trobava en mans del comte Simó IV de Montfort.
Durant el conflicte que sorgí per la successió al Comtat d'Urgell, actuà com a marmessor del testament del difunt comte Ermengol VIII d'Urgell.
El 1227 va vendre al Monestir de Santa Maria de Poblet el castell i la vila de Verdú per tal de finançar-se la seva participació en la conquesta de Mallorca. El 1233 participà en la presa de Borriana. Retornat de la conquesta, es convertí en monjo del monestir però continuà sent conseller reial de Jaume I d'Aragó, així com confessor del rei i tutor del seu fill primogènit, l'infant Alfons d'Aragó i Castella.
Fou enterrat al claustre del Monestir de Santa Maria de Poblet, però després va ser traslladat al sepulcre familiar de Galilea.